# Déa Fenelon
Déa Ribeiro Fenelon (Ituiutaba, Minas Gerais, 1933 — 20 de abril de 2008) foi uma historiadora brasileira. Desenvolveu estudos e publicou sobre ensino de história, história do trabalho, memória cultural e estudo da história. É reconhecida, principalmente, pelo seu papel no desenvolvimento de reflexões sobre o currículo de história na educação básica e esteve presente num período de crescimento da área e dos debates sobre ensino de história.
Por conta disso a ANPUH a homenageia, desde 2020, no prêmio que leva seu nome e premia projetos de educadores e educadoras de história de escolas públicas.

## Biografia
Nascida no triângulo mineiro, perdeu seu pai muito cedo, sendo criada pela mãe, que foi professora primária, com especialização em Pedagogia, orientadora e diretora de escola. Mudou-se com a mãe para Belo Horizonte ainda criança, onde cursou o primário, e concluiu o ginásio em 1949. Ingressou, aos 15 anos, no curso normal, chamado de Formação de Professores no Instituto de Educação de Belo Horizonte. Atuou como estagiária nas escolas em que sua mãe trabalhava até concluir o curso e entrar para o Magistério.

## Carreira
Em 1957, ingressou no curso de História da Universidade Federal de Minas Gerais (UFMG), concluindo em 1961. Em 1963, ganhou bolsa de estudos na Duke University, Carolina do Norte, EUA. Estudou um ano como bolsista do programa Fulbright, mas retornou para o Brasil em 1964 após o Golpe Militar.

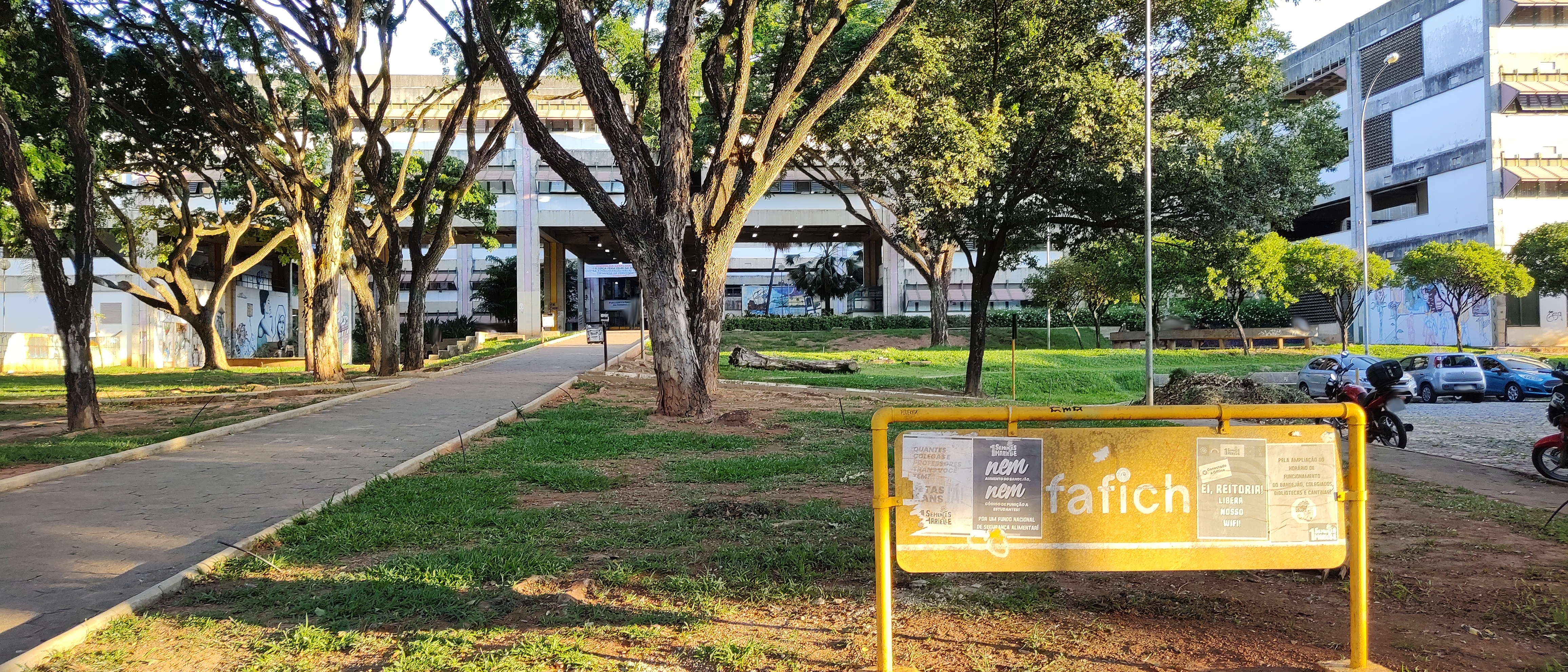
Entrada principal da Faculdade de Filosofia e Ciências Humanas da UFMG.

Começou a lecionar na Universidade Federal de Minas Gerais (UFMG) em 1964, quando iniciou seu processo de Doutoramento. Engajada em um projeto da Universidade com a Fundação Rockefeller, foi novamente para os Estados Unidos em 1968, onde participou do programa do Centro de Estudos Latino-Americanos de Santo Antônio, no Texas.
Voltou dos Estados Unidos em 1970 e lecionou na Universidade de Brasília (UNB) por dois anos e meio, mas mudou-se para São Paulo devido ao clima repressivo do período ditatorial. Concluiu o Doutoramento em 1973 com a tese Cairu e Hamilton: um estudo comparativo, analisando as contribuições teóricas de Alexander Hamilton e do Visconde de Cairu. Lecionou no Programa de Mestrado da Universidade Metodista de Piracicaba (UNIMEP), São Paulo, até ingressar como professora na Universidade Estadual de Campinas (UNICAMP) em 1975. Na Unicamp, engajou-se em programas de mestrado, criação de programas de doutorado e graduação em História, durante seus doze anos de atuação na instituição. Aposentou-se em 1994 e foi trabalhar na Pontifícia Universidade Católica de São Paulo (PUC-SP).[carece de fontes?]

### Participação na Associação Nacional de História (ANPUH)

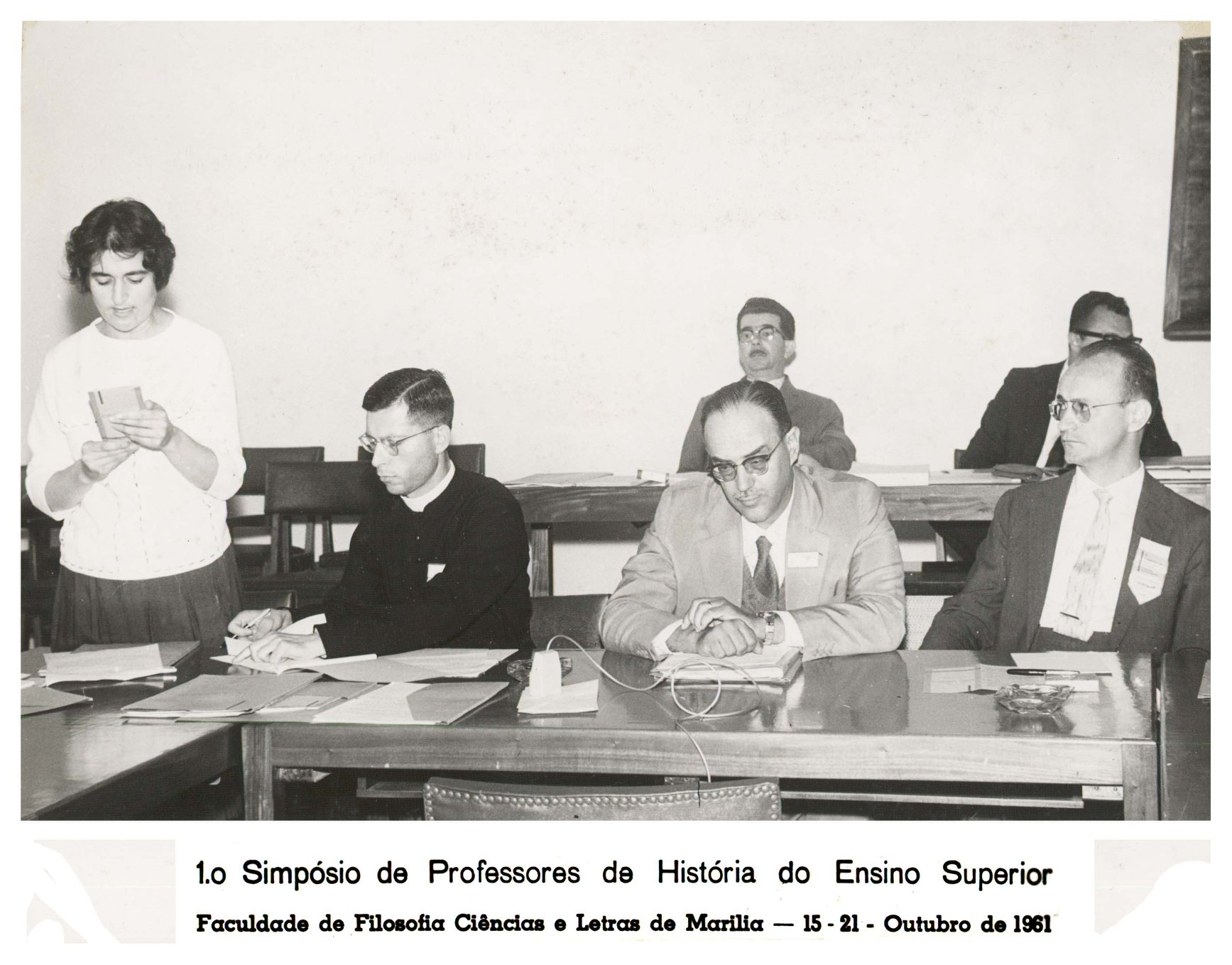
I Simpósio de Professores de História do Ensino Superior - Marília, outubro de 1961

Fenelon participou da ANPUH desde sua fundação em 1961 em Marília, São Paulo, ainda como monitora na graduação. Fez parte da equipe de 10 mineiros que acompanharam o evento. Nos simpósios pela associação, Déa demonstrou preocupação com a formação dos currículos universitários de história, pedindo a separação das disciplinas de história moderna e história contemporânea. Após algum tempo estudando fora do país, retornou às atividades na ANPUH no início dos anos 1970, em um congresso realizado em Goiânia contra a possibilidade de acabar com a licenciatura plena em História devido a criação das licenciaturas curtas em estudos sociais. Defendeu a entrada dos professores de 1º e 2º graus, também conhecidos como ensino fundamental e médio, na associação em 1977. Tornou-se candidata e foi eleita Presidente da ANPUH, no Simpósio da Bahia, para mandato entre 1983 e 1985.
Em seu mandato, reorganizou a Revista Brasileira de História, adquirindo o caráter internacional que possui desde então. Publicou, em 1983, a edição nº 6 intitulada À luta, trabalhadores, além de torná-la temática e criar seções dedicadas aos "Problemas de Ensino" e "relatos de experiências de ensino, análise de materiais didáticos e reflexões teóricas sobre esse campo em 3º, 2º e 1º graus".

### Departamento do Patrimônio Histórico de São Paulo

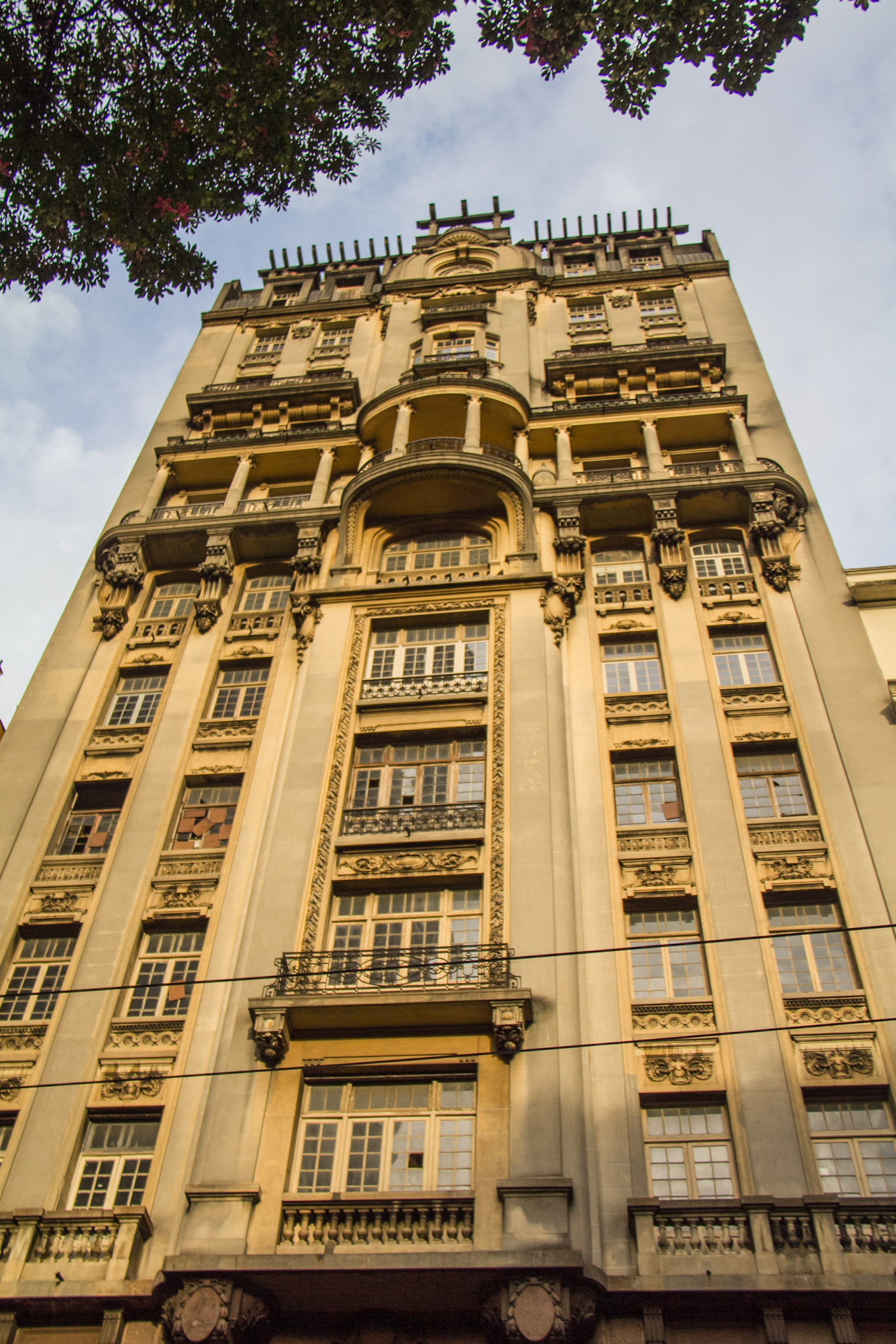
Edifício Sampaio Moreira, abriga a Secretaria Municipal de Cultural de São Paulo.

Entre 1989 e 1992, participou da gestão de Luiza Erundina (1989-1993) na prefeitura de São Paulo. Atuou dentro da Secretaria Municipal de Cultura, chefiada pela professora Marilena Chauí, como diretora do Departamento de Patrimônio Histórico (DPH). Desenvolveu trabalhos de preservação do patrimônio edificado da cidade de São Paulo e acervos de iconografia e museus. Sua atuação no DPH caracterizou-se por uma política de vinculação entre memória cultural e cidadania, desenvolvendo o conceito de "direito à memória". É considerada uma das principais contribuidoras da preservação do patrimônio histórico da cidade de São Paulo.

### Contribuições para o Ensino de História
Sempre engajada nos debates sobre currículo de ensino de história tanto no ensino básico como na universidade, Déa Fenelon desenvolveu importante papel nesse cenário. Na década de 1980, foi assessora, juntamente com o professor Marcos Silva, da Coordenadoria de Ensino de Normas Pedagógicas (CENP) de São Paulo, órgão auxiliar da Secretaria de Educação do Município. Na área de História, apresentou em 1986, junto com a equipe, a proposta de seriação por ciclos, sendo o básico (1º e 2ª séries), o intermediário (3ª, 4ª e 5ª séries) e o final (6ª, 7ª e 8ª séries), além da apresentação dos conteúdos por eixos temáticos, seno do Trabalho o principal deles. Ao receber críticas, a equipe utilizou a Revista Brasileira de História como suporte para debate. Apesar da proposta dos ciclos não ter sido levada adiante, Déa é reconhecida como precursora do trabalho com eixos temáticos que foi oficializado nos anos 1990 pelos Parâmetros Curriculares Nacionais.
Se inseriu em um movimento mais amplo de historiadores, a partir de 1980, que buscavam revalorizar a especificidade da disciplina de História no currículo escolar, promovendo um ensino voltado para a formação crítica dos sujeitos. Defendeu que o ensino de história não deveria se limitar à mera transmissão de informações lineares e descontextualizadas, mas sim promover uma compreensão crítica e engajada da realidade histórica e social. Para Fenelon, professores deveriam ser formados para serem "sujeitos históricos", capazes de produzir conhecimento relevante e conectado com a realidade vivida pelos alunos.
Sua conferência, A formação do profissional de História e a realidade de ensino (1983), é destacada como um marco na reflexão sobre a formação de professores de História e a necessidade de uma revisão crítica dos métodos de ensino tradicionais. Fenelon criticou a abordagem positivista e o determinismo econômico predominante nos currículos e livros didáticos da época, promovendo a busca por modelos alternativos que valorizassem a atuação dos sujeitos históricos, especialmente dos oprimidos.
Esteve envolvida no crescente movimento acadêmico que discutia e reformulava o ensino de História e a consolidação do campo. Sua atuação é situada dentro de um contexto maior de produção intelectual e de eventos científicos, como o Seminário Perspectivas do Ensino de História (1988) e o Encontro Nacional dos Pesquisadores em Ensino de História (1993), além da criação do Grupo de Trabalho Ensino de História e Educação na ANPUH em 1997. Esses eventos e iniciativas foram fundamentais para fortalecer o debate sobre o ensino de História no Brasil e promover a integração entre teoria e prática na formação de professores.
Fenelon também teve participação na consolidação de programas acadêmicos, como o Programa de Pós-Graduação em História da PUC-SP, e na formação de docentes e no projeto colaborativo PROCAD - Programa Nacional de Cooperação Acadêmica – composto por docentes de diferentes instituições de ensino superior, que buscava unir pesquisa histórica com preocupações sociais e culturais contemporâneas.

### Legado
Sobre a trajetória de Fenelon, o historiador Paulo Roberto de Almeida, da Universidade Federal de Uberlândia, declarou: "Déa Fenelon é uma daquelas pessoas que podemos definir como uma mulher do seu tempo, cujo legado jamais será esquecido. Lutou e viveu intensamente em muitas frentes, na universidade, na administração pública e na militância política cotidiana".
Déa Fenelon foi homenageada pela ANPUH por sua carreira acadêmica e politica. A partir de 2020 a instituição premia em seu nome membros da instituição que alcançaram grandes feitos dentro do campo do Ensino de História. O Prêmio Déa Fenelon é uma prestigiosa distinção concedida pela Associação Nacional de História, com o objetivo de reconhecer e valorizar práticas pedagógicas excepcionais no ensino de História. Instituído em 2020, este prêmio é uma homenagem à renomada historiadora Déa Fenelon, cuja contribuição notável para o campo da historiografia brasileira é amplamente reconhecida e celebrada.carece de fontes

## Publicações
- 50 textos de história do Brasil (1974)
- A Guerra Fria (1983)
- Fontes para a história da industrialização no Brasil, 1889-1945 (1983)
- Diagnóstico e avaliação dos cursos de história no Brasil (1985)
- Sociedade e trabalho na história (1986), organizadora
- Cidades (1999), organizadora

##### Publicações na ANPUH
- Levantamento de fontes primárias do município de Congonhas do Campo (Minas Gerais) (Franca, 1965)
- Levantamento e sistematização da legislação relativa aos escravos no Brasil (São Paulo, 1971)
- Observações sobre Ensino de História (São Paulo, 1979)
- Fontes para o estudo da industrialização no Brasil, 1889-1945 (João Pessoa, 1981)
- Algumas concepções sobre o desenvolvimento do capitalismo no Brasil (João Pessoa, 1981)
- Formação do trabalhador assalariado urbano, 1900-1945 (Salvador, 1983)